# Lygodactylus pictus
Lygodactylus pictus este o specie de șopârle din genul Lygodactylus, familia Gekkonidae, descrisă de Peters 1883. A fost clasificată de IUCN ca specie cu risc scăzut. Conform Catalogue of Life specia Lygodactylus pictus nu are subspecii cunoscute.